# Renium
Renium (vóór 1954 geschreven als rhenium) is een scheikundig element met symbool Re en atoomnummer 75. Het is een grijswit overgangsmetaal.

## Ontdekking
In 1925 is het element renium ontdekt door de Duitse scheikundigen Walter Noddack, Ida Noddack en Otto Berg toen zij de mineralen columbiet, gadoliniet en molybdeniet onderzochten met een spectrofotometer. De aangetroffen hoeveelheden renium waren echter gering.
De naam renium is afgeleid van de Latijnse naam voor de rivier de Rijn: Rhenus.

## Toepassingen
Katalysatoren bestaande uit platina en renium worden voornamelijk gebruikt om benzine met een hoog octaangetal te produceren zonder dat giftige loodverbindingen toegevoegd hoeven te worden. Andere toepassingen van renium zijn:
- Legeringen bestand tegen hoge temperaturen zoals gebruikt in straalmotoren.
- Gloeidraad in massaspectrometers.
- Toevoeging aan wolfraam- en molybdeenlegeringen om ze beter bestand te maken tegen hoge temperaturen.
- Thermokoppels

In de fotografie wordt renium soms gebruikt in flitsers.

## Opmerkelijke eigenschappen
Renium is een glanzend grijswit elastisch metaal met een hoog smeltpunt (alleen wolfraam en koolstof hebben een hoger smeltpunt). Het heeft een hoge dichtheid en komt in een heel scala aan oxidatietoestanden voor waarvan -1, +2, +4, +6 en +7 het meest voorkomen. Renium is zeer corrosiebestendig.

## Verschijning
In de natuur komt renium niet in ongebonden toestand voor. Reniumverbindingen worden wijdverspreid in de aardkorst aangetroffen, maar de concentraties zijn erg laag, in de orde van 0,001 ppm. Commercieel wordt renium voornamelijk verkregen als bijproduct van de winning van molybdeen: als molybdeniet wordt geoxideerd ("geroost") om het zwavel te verwijderen, komt tegelijkertijd het renium vrij als renium(VII)oxide.
Door ammoniumperrenaat bij hoge temperatuur te reduceren met waterstof wordt metallisch renium verkregen.

## Isotopen
| Stabielste isotopen | Stabielste isotopen | Stabielste isotopen       | Stabielste isotopen       | Stabielste isotopen       | Stabielste isotopen       |
| Iso                 | RA (%)              | Halveringstijd            | VV                        | VE (MeV)                  | VP                        |
| ------------------- | ------------------- | ------------------------- | ------------------------- | ------------------------- | ------------------------- |
| 185Re               | 37,40               | stabiel met 110 neutronen | stabiel met 110 neutronen | stabiel met 110 neutronen | stabiel met 110 neutronen |
| 186mRe              | {syn}               | 200000 j                  | β−                        | 1,218                     | 186Os                     |
| 187Re               | 62,60               | 4,35·1010 j               | β− α                      | 0,003 1,311               | 187Os 183Ta               |

In de natuur voorkomend renium is een mengsel van het stabiele 185Re en het (zeer licht) radioactieve 187Re met een halveringstijd van ruim 43,5 miljard jaar. Daarnaast zijn er ongeveer 25 andere instabiele isotopen bekend met veel kortere halveringstijden.

## Toxicologie en veiligheid
Er is weinig bekend over de toxiciteit van renium. Bij contact met de huid kan het irritaties veroorzaken en het spijsverteringskanaal beschadigen.